# Фаркаш, Петер
Петер Фаркаш (венг. Farkas Péter; род. 14 августа 1968, Будапешт) — венгерский борец греко-римского стиля, чемпион Олимпийских игр, двукратный чемпион мира, чемпион Европы, двукратный чемпион Венгрии (1988, 1989) и семикратный второй призёр чемпионата Венгрии (1990—1993 и 1995—1997)  

## Биография
Начал заниматься борьбой в клубе Vasas в 1978 году, с 1983 года выступал за клуб Ganz-Mávag. В 1988 году клуб распался и борец перешёл в Спартак, где в 1989 году его начал тренировать Ференц Кочиш.
В 1988 году выиграл Гала Гран-при FILA среди взрослых и победил на чемпионате Европы в возрастной категории espoir, а также завоевал первый титул чемпиона Венгрии. В 1989 году победил на турнире Гран-при Германии, а на чемпионате Европы занял только четвёртое место. После этих соревнований перешёл на категорию ниже, из полутяжёлого в средний вес и сразу пришли успехи. В 1990 году Петер Фаркаш стал чемпионом мира. 1991 год стал удачным для борца: он подтвердил звание чемпиона мира и стал чемпионом Европы.
На Летних Олимпийских играх 1992 года в Барселоне боролся в категории до 82 килограммов (средний вес). Участники турнира, числом в 20 человек в категории, были разделены на две группы. За победу в схватках присуждались баллы, от 4 баллов за чистую победу и 0 баллов за чистое поражение. В каждой группе определялись пять борцов с наибольшими баллами (борьба проходила по системе с выбыванием после двух поражений) и они разыгрывали между собой места с первое по восьмое. Победители групп встречались в схватке за первое-второе места, занявшие второе место — за третье-четвёртое места и так далее. Петер Фаркаш расчётливо и тактически грамотно, ровно распределив силы прошёл турнирную сетку, победил всех и стал чемпионом олимпийских игр.
| Круг  | Соперник                 | Страна                    | Результат | Основание     | Время схватки |
| ----- | ------------------------ | ------------------------- | --------- | ------------- | ------------- |
| 1     | Горан Касум              | Индивидуальный атлет      | Победа    | 4-1 (3 балла) |               |
| 2     | Мохейлдин Рамада Хуссейн | Египет                    | Победа    | 2-0 (3 балла) |               |
| 3     | Томас Цандер             | Германия                  | Победа    | 1-0 (3 балла) |               |
| 4     | Дэн Хендерсон            | Соединённые Штаты Америки | Победа    | 2-0 (3 балла) |               |
| 5     | Магнус Фредрикссон       | Швеция                    | Победа    | 2-0 (3 балла) |               |
| Финал | Пётр Степин              | Польша                    | Победа    | 6-1 (3 балла) |               |

После победы на олимпийских играх серьёзно не тренировался. В 1993 году был только пятым на чемпионате мира, а в 1995 остался даже двадцатым. Но в 1996 году завоевал «серебро» на чемпионате Европы и квалифицировался для участия в олимпийских играх.
На Летних Олимпийских играх 1996 года в Атланте боролся в категории до 68 килограммов (лёгкий вес). После первого круга, борцы делились на две таблицы: победителей и побеждённых. Победители продолжали бороться между собой, а побеждённые участвовали в утешительных схватках. После двух поражений в предварительных и классификационных (утешительных) раундах, борец выбывал из турнира. В ходе турнира, таким образом, из таблицы побеждённых убывали дважды проигравшие, но она же и пополнялась проигрывающими из таблицы победителей. В конечном итоге, определялись восемь лучших борцов. Не проигравшие ни разу встречались в схватке за 1-2 место, выбывшие в полуфинале встречались с победителями утешительных схваток и победители этих встреч боролись за 3-4 места и так далее. В категории боролись 22 спортсмена. Проиграв две схватки, Петер Фаркаш из турнира выбыл.
| Круг                       | Соперник      | Страна  | Результат | Основание      | Время схватки |
| -------------------------- | ------------- | ------- | --------- | -------------- | ------------- |
| 1                          | Сергей Цвир   | Россия  | Поражение | 3-0 (0 баллов) | 5:00          |
| 2-й классификационный круг | Левон Гегамян | Армения | Поражение | 4-0 (0 баллов) | 5:00          |

После олимпийских игр выступал на венгерских соревнованиях до 2000 года; последним достижением было 4 место на Гран-при Венгрии. Оставив спортивную карьеру, исчез из поля зрения общественности.
В 2001 году был осужден к двум годам лишения свободы из-за конфликта с полицейским по поводу неправильной парковки. В 2004 году вновь был арестован вместе с братом за выращивание конопли и создание лаборатории по производству марихуаны в подвале собственного дома близ Будапешта. При первом рассмотрении дела не нашлось достаточных доказательств для вынесения приговора в отношении борца, но в ноябре 2008 году Петер Фаркаш был приговорён к пяти с половиной годам лишения свободы. Ещё до вынесения приговора скрылся. По данным прессы, по поддельным документам выехал в Таиланд. В конце 2009 года был арестован в Андорре и экстрадирован в Венгрию, где 12 декабря 2010 года приговорён дополнительно ещё к полутора годам лишения свободы. В 2010 году лишён Креста Ордена Заслуг, которым был награждён в 1992 году
В 2012 году приговор был оставлен без изменения в вышестоящей инстанции.